# Guérech (Bretagne)
Guérech (bretonisch Gwereg; † 988) war Graf von Nantes und Herzog der Bretagne von 981 bis 988.

## Leben
Guérech war der zweite uneheliche Sohn von Alain II. und Judith. Nach dem Tod seines Bruders Hoël I. trat er dessen Nachfolge an.
Guérech war in der Abtei Saint-Benoît-sur-Loire in der Nähe von Orléans aufgewachsen. Im Jahr 981 wurde er zum Bischof von Nantes ernannt, aber vermutlich nicht geweiht. Er übte das Priesteramt nicht aus, und es war jener Hugo, der laut Albertus Magnus den „Charakter eines weisen und strengen Lebens“ hatte, der de facto über den geistlichen Teil der Kirche von Nantes herrschte. Guérech behielt die weltliche Herrschaft über das Bistum, das er zusammen mit der Grafschaft Nantes während seiner sieben Jahre als Herzog regierte.
Er setzt den Krieg fort, den sein Bruder gegen Graf Conan I. von Rennes begonnen hatte (siehe Erste Schlacht von Conquereuil).  Im Jahr 982 unterzeichnete Guérech einen Vertrag mit Graf Wilhelm IV. von Poitou, der die Besitzungen von Nantes südlich der Loire – die Pagi Herbauges, Tiffauges und Mauges – bestätigte, die sein Vater Alain II. 942 erhalten hatte. Im folgenden Jahr begab sich Guérech an den Hof des westfranzösischen Königs Lothar, um ihm zu huldigen. Auf dem Rückweg wurde er vom Grafen Gottfried I. von Anjou aufgehalten, der ihn gefangensetzte und von Guérech verlangte, dass er zugab, Nantes vom Grafen von Anjou erhalten zu haben und damit sein Vasall zu sein.
Im selben Jahr ließ Guérechs Frau Aremburga in Ancenis eine strategisch wichtige Festung errichten. Conan, der laut der Chronik von Nantes (Chronicon Namnetense) die Ermordung von Hoël I. angeordnet hatte und zu Recht befürchtete, dass sich die Grafen von Nantes und Anjou gegen ihn verbünden würden, soll Heroicus, den Arzt von Guérech und Abt von Redon, dazu gebracht haben, den Herzog zu vergiften.
Guérech wurde in der Abtei Redon beigesetzt. Mit Aremburga von Ancenis hatte Guérech einen einzigen Sohn, Alain, der ihm als Herzog der Bretagne folgte, aber bereits zwei Jahre später starb.